# État de Daspalla
1750–1949
Entités précédentes :
- Raj britannique

Entités suivantes :
- Inde

Daspalla est un ancien État princier des Indes, aujourd'hui en Odisha.

## Histoire
La principauté est fondée par Narayan Bhanj Deo de Baudh.

## Dirigeants: Râja
- vers 1803 : Guri Charan Deo Bhanj
- ? - 1873 : Narsimha Bhanj
- 1873 - ? : Chaitan Deo Bhanj
- ? - 1913 : Narayan Deo Bhanj
- 1913 - 1947 : Kishor Chandra Deo Bhanj